# 克里夫尼亞
49°30′27″N 24°35′20″E / 49.50750°N 24.58889°E
克里夫尼亞（烏克蘭語：Кривня），是烏克蘭西部的村莊，隸屬伊萬諾-弗蘭科夫斯克州的伊萬諾-弗蘭科夫斯克區。該村面積4.8平方公里，2001年人口194，人口密度每平方公里40.7人。